# Mudgee
Mudgee est une ville située dans le centre de la Nouvelle-Galles du Sud en Australie. Elle est la plus grande ville de la zone d'administration locale de la région du Centre-Ouest. 

## Géographie
La ville est située dans la vallée fertile de la rivière Cudgegong à 260 kilomètres au nord-ouest de Sydney.
La région est surtout connue pour ses vins mais il y a aussi des élevages de bovins, d'ovins, de céréales, de luzerne, d'olives, de fruits, de tomates, de miel.
La ville a dans ses environs des mines de charbon.

## Démographie
Au recensement de 2021, la population s'élève à 11 457 habitants, dont 48,8 % d'hommes et 51,2%51,2 % de femmes. L'âge médian est de 36 ans.

## Politique
Mudgee appartient à la zone d'administration locale du Centre-Ouest et relève de la circonscription de Calare pour les élections à la Chambre des représentants.

## Personnalités liées à la ville
- Sue-Ellen Lovett, cavalière handisport.

## Galerie

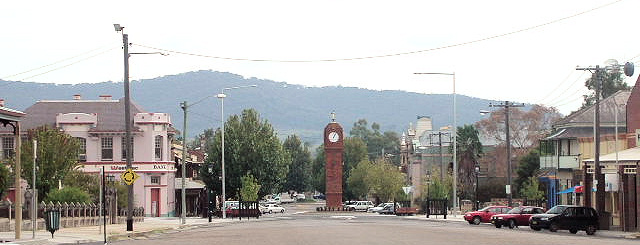
Vue de Mudgee
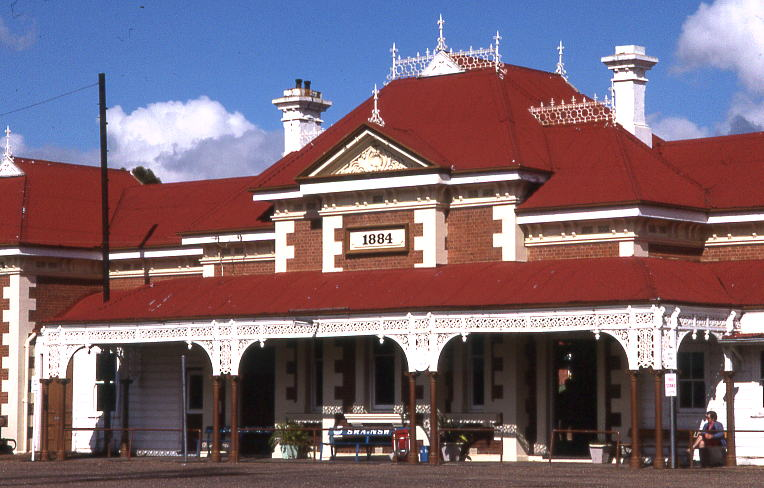
Gare de Mudgee